# Mark Oliver
Mark Oliver (21 september 1966, Vancouver) is een Canadees (stem)acteur en producer. Hij is voornamelijk bekend van de stemmen die hij inspreekt voor de Ninjago-series. In 2019 won hij de eerste prijs voor de film Elvis: Strung Out op het International Short Film Festival Oberhausen.